# ریسان
شهر ریسان (به روسی: Рисан) در کشور مونته‌نگرو واقع شده‌است. جمعیت این شهر ۲٫۰۹۰ نفر  است.